# 谷口重政
谷口 重政（たにぐち しげまさ）は、江戸時代初期の武士。陸奥の大名津軽氏の家臣。

## 経歴
京都の出身。慶長15年(1610年)、弘前藩主津軽信枚の目に留まり、200石で津軽家に仕官した。翌年、弘前城の築城の際には竿奉行となる。その後も、慶長19年(1614年)、大坂の陣出陣の為、箱根の関所での通過交渉や寛永4年（1627年）の弘前城への落雷後の石垣修築の奉行、寛永5年(1628年)百沢山門の建築の際には作事奉行を務めるなどした。

## 谷口氏について
「津軽弘前城史」の城内絵図に西の郭柳川調興屋敷の隣に「谷口清兵衛」の屋敷が見える。また、「弘藩明治一統志」宝暦五乙亥年御家中屋舗改大帳」などは3軒、「明治二年弘前絵図」には２軒の谷口家が確認される。弘前市出身の書家谷口英堂は子孫とされる。直系の子孫は愛知県長久手市住谷口真潮（15代）。